# Laura Rizzotto
Laura de Carvalho Rizzotto, latvijsko-brazilska pevka *18. julij 1994.
Januarja 2018 je Laura sodelovala in osvojila prvo mesto na tekmovanju Supernova 2018 (latvijska različica Eme). Laura je kot zmagovalka izbora Latvijo zastopala na Evroviziji 2018.
Rizzotto je Latvijo zastopala na Evroviziji 2018 na Portugalskem s pesmijo »Funny Girl«. Nastopila je v 2. polfinalu, dosegla je 12. mesto in se ni uvrstila v finale.

## Diskografija

### Studijski albumi
| Naslov         | Podrobnosti                                                                                            |
| -------------- | --- |
| Made in Rio    | - Objavljeno: 15 avgust 2011 - Glasbena založba: Universal Music Brazil - Format: CD, digitalni prevoz |
| Reason to Stay | - Objavljeno: 16 januar 2014 - Glasbena založba: N/A - Format: CD, digitalni prenos                    |
| RUBY           | - Objavljeno: 30 oktober 2017 - Glasbena založba: N/A - Format: Streaming                              |

### Pesmi
| Pesem                        | Leto | Položaj na lestvicah | Položaj na lestvicah | Album          |
| Pesem                        | Leto | LAT                  | BRA                  | Album          |
| ---------------------------- | ---- | -------------------- | -------------------- | -------------- |
| Friend in Me                 | 2011 | —                    | —                    | Made in Rio    |
| When I Look In Your Eyes     | 2011 | 30.                  | —                    | Made in Rio    |
| Reason to Stay               | 2014 | —                    | —                    | Reason to Stay |
| Teardrops                    | 2014 | —                    | —                    | Reason to Stay |
| Love It (The World Cup Song) | 2014 | —                    | —                    | Brez albuma    |
| The High                     | 2017 | —                    | —                    | RUBY           |
| Cherry on Top                | 2017 | —                    | —                    | RUBY           |
| Red Flags                    | 2017 | —                    | —                    | RUBY           |
| Funny Girl                   | 2017 | 10.                  | —                    | Brez albuma    |
| Bonjour                      | 2018 | 3.                   | —                    | RUBY           |
| Tightrope                    | 2019 | 1.                   | —                    | Brez albuma    |
| One More Night               | 2019 | —                    | —                    | Brez albuma    |
| Stranges                     | 2021 | —                    | —                    | Brez albuma    |